# Cladonia asahinae
Cladonia asahinae är en lavart som beskrevs av J. W. Thomson. Cladonia asahinae ingår i släktet Cladonia och familjen Cladoniaceae.  Arten är reproducerande i Sverige. Inga underarter finns listade i Catalogue of Life.